# Pestana (Osasco)
Pestana é um bairro localizado no município de  Osasco, São Paulo, Brasil. Pestana é considerado um dos bairros mais nobres da cidade de Osasco[carece de fontes?], sendo delimitado ao Norte pelo bairro Km 18; a Leste com o bairro Jardim das Flores; ao Sul com os bairros Vila Yolanda e Jardim Roberto; a Oeste, com o bairro Cidade das Flores. Os seus loteamentos são: Vila Isabel, Vila Pires, Jardim Bueno, Jardim Osasco, Vila Reis, Vila Ester, Vila Boralli, Jardim Pedro Pinho, Jardim Íris, Vila Cerqueira, Vila Peres, Vila Ceriami, Vila Laucy, Vila Gonçalves, Jardim Cláudia, Jardim Mônaco, Conjunto Residencial Arnaldo Ferreira.

## Principais vias
- Rua Maria Quintino dos Santos
- Rua João Mirassol
- Avenida General Pedro Pinho
- Rua Arminda Beranger
- Rua General Newton Stilac Leal
- Rua Alberto Cortez[2]
- Rua Benedito de Oliveira
- Rua Maria Vitalina De Oliveira

## Educação
- Creche Recanto Alegre
- EMEI Fortunata Pereira de Jesus Santos – Dona Natinha
- EMEF Francisco Cavalcanti Pontes de Miranda
- EE Dr. Américo Marco Antônio[1]
- Kumon Instituto de Educação - Ensino particular e individualizado

## Saúde
- UBS III Anunciata de Lúcia
- Pronto Socorro André Sacco
- Mercado Municipal José Mota - Avenida General Pedro Pinho, nº 1.340.[1]

## Serviços de comunicações e transportes
- Delegacia Seccional de Osasco 01DP - Vila Pestana
- VISTORIA e EMPLACAMENTO
- Rádio Nova Difusora 1540 kHZ em AM

## Dados da segurança pública do bairro
| Ocorrências de 2004           | Números | Porcentagem % |
| ----------------------------- | ------- | ------------- |
| Homicídio doloso              | 1       | 0,55          |
| Tentativa de homicídio doloso | 2       | 1,10          |
| Estupro                       | 1       | 0,55          |
| Tráfico de intorpecentes      | 2       | 1,10          |
| Furto                         | 58      | 32,04         |
| Roubo                         | 59      | 32,60         |
| Roubo de veículos             | 23      | 12,71         |
| Furto de veículos             | 25      | 19,34         |
| Total Ocorrências             | 181     | 100,0         |

Fonte - Secretaria de Gestão Estratégica – Pesquisa - 2005